# Nothammer

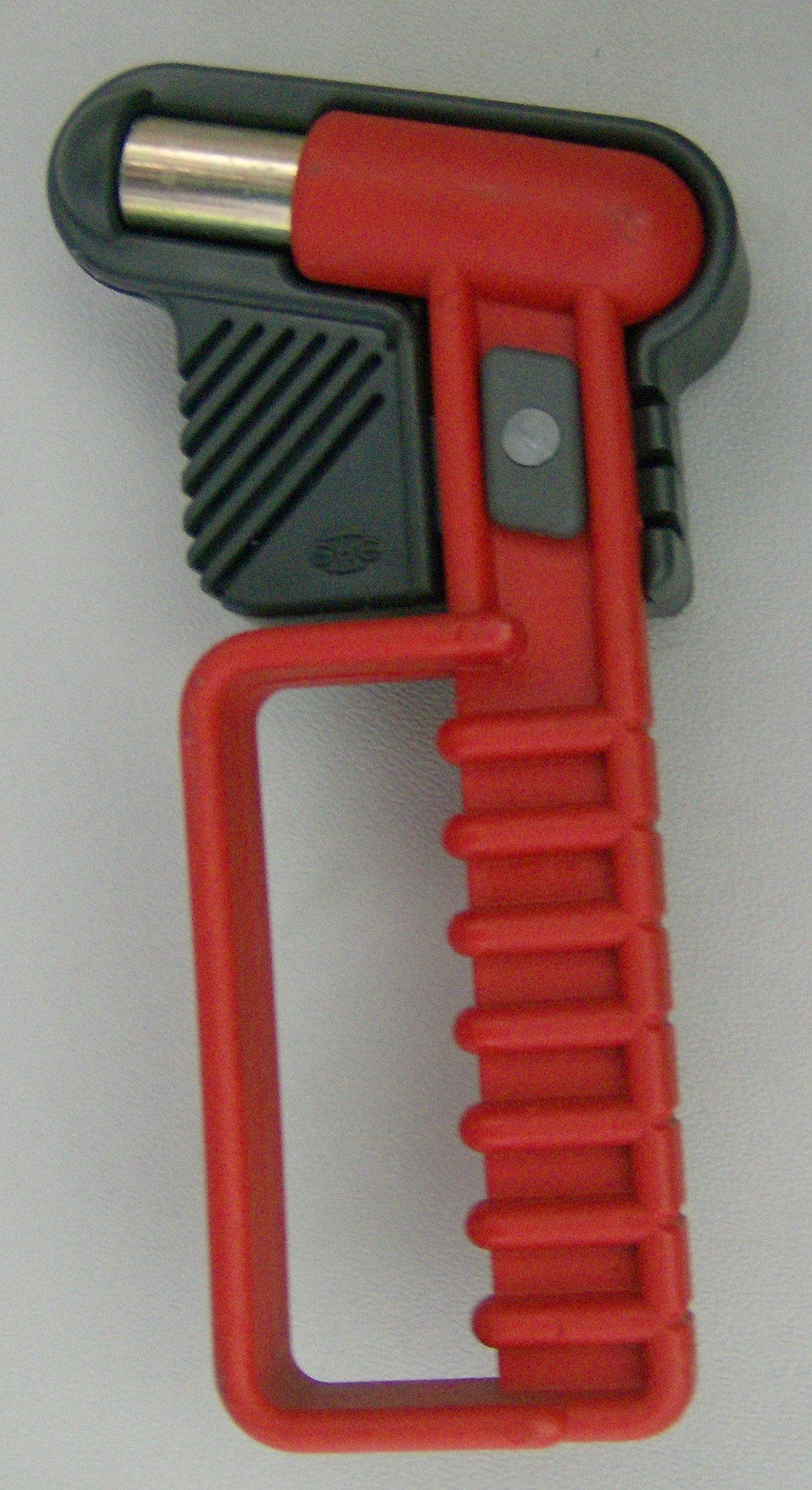
Nothammer in einem Bus, im grauen Gehäuse befindet sich der Draht, der den Nothammer gegen Diebstahl sichern soll

Rettungszeichen für einen Nothammer nach ISO 7010

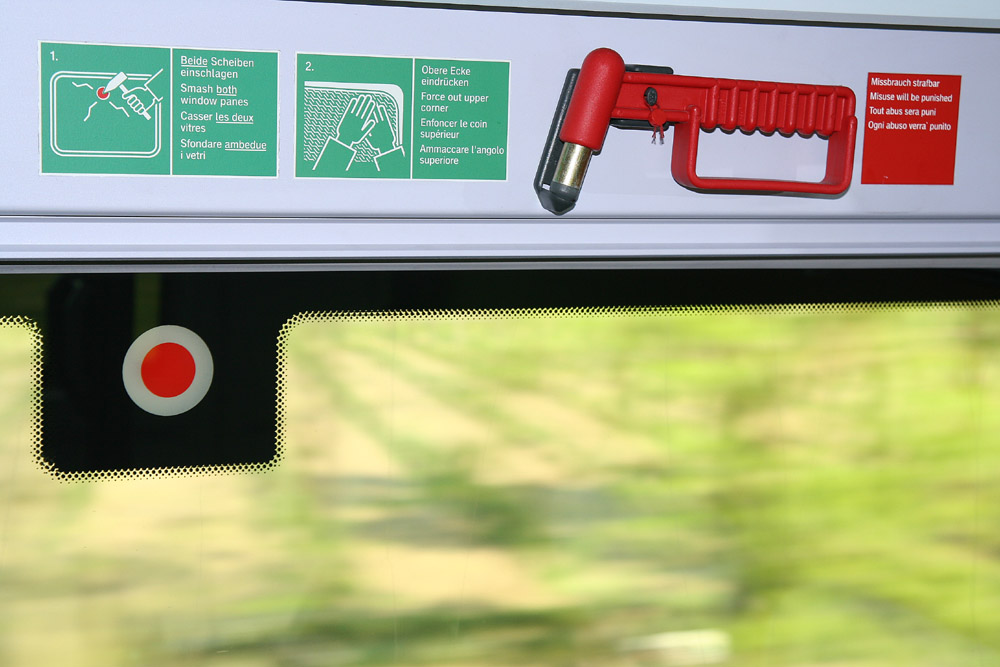
Nothammer und Sollbruchstelle im ICE

Ein Nothammer oder Rettungshammer ist ein einfaches Gerät zum Retten und Selbstretten bei Verkehrsunfällen. Zweck des Nothammers ist es, im Notfall Glasscheiben aus Einscheiben-Sicherheitsglas (Heck- und Seitenscheiben) relativ sicher einschlagen zu können, um die Flucht bzw. die Rettung aus einem Gefahrenbereich zu ermöglichen.

## Aufbau
Der Nothammer besteht im Regelfall aus einem Kunststoffkörper mit Handschutz, an den oben eine Spitze aus Stahl, ein Schlagdorn oder Ähnliches angebracht ist. Nothämmer befinden sich in jedem Omnibus und anderen öffentlichen Verkehrsmitteln, besonders bekannt sind hier die roten Geräte, die zwischen den Fenstern im Fahrzeug angebracht sind. Manchmal sind Stahlspitzen wie sie in Nothämmern verwendet werden in andere Werkzeuge integriert, wie z. B. Taschenlampen oder Messer. Diese Gerätschaften weisen in der Regel auch Gurtmesser auf. Das Vorgängermodell des heute bekannten Nothammers war T-förmig und hatte ebenfalls einen Kunststoffgriff, besaß jedoch an beiden Enden eine Metallspitze. Dieses Modell wird jedoch seit über 20 Jahren nicht mehr in Bussen und ähnlichem verbaut.
Im Feuerwehrdienst werden Nothämmer selten eingesetzt, hier werden der Federkörner oder die Glassäge bevorzugt.
Nothämmer werden häufig entwendet, da sie auch an unbeaufsichtigten Stellen aufgehängt werden. Neuere Modelle sind oft mit einem Draht befestigt, der spontanes Mitnehmen verhindern soll. Der Draht befindet sich auf einer Spule, sodass der Hammer im Notfall aus der Halterung mehrere Meter herausgenommen werden kann. Neben dem Diebstahl macht sich ein Täter auch wegen Missbrauch von Notrufen und Beeinträchtigung von Unfallverhütungs- und Nothilfemitteln strafbar.
Das schwere Busunglück von Hergiswil (1961), bei welchem ein Reisebus in den See stürzte und die meisten der 16 Todesopfer ertranken, war der hauptsächliche Grund für die Einführung von Nothämmern in Schweizer Bussen.

## Nothammer im Pkw
Das Mitführen eines Nothammers im Pkw ist freiwillig. Im Notfall können sich die Insassen aus einem eingeklemmten Fahrzeug selbstständig befreien. Im Pkw wird der Rettungshammer vor allem genutzt, wenn sich das Auto überschlagen hat, die Türen so stark beschädigt sind, dass sie sich nicht öffnen lassen oder sich das Fahrzeug unter Wasser befindet.
Bei der Verwendung eines Nothammers im Auto sollte immer versucht werden, den unteren Rand der Scheibe zu treffen. An diesen Punkten brechen die Scheiben leichter als in der Mitte und am oberen Rand.
Im Idealfall befindet sich am Nothammer ein Gurtmesser, mit dem sich im Ernstfall vom Sitz befreit werden kann. Klemmt der Gurt, ist es ohne Werkzeug nahezu unmöglich, sich zu befreien.

## Beim Fallschirmspringen
Flugzeuge, die Fallschirmspringer (insbesondere automatische Springer und Sprungschüler) transportieren, sollten einen Nothammer mit Gurtmesser mitführen. Kommt es zu einer Notlandung mit Überschlag oder einem Hängenbleiben des Fallschirmspringers, dient dieser zur Nothilfe.